# Vilanova del Camí (kommun)
Vilanova del Camí är en kommun i Spanien.   Den ligger i provinsen Província de Barcelona och regionen Katalonien, i den östra delen av landet, 500 km öster om huvudstaden Madrid. Antalet invånare är 12 585. Arean är 10,5 kvadratkilometer. Vilanova del Camí gränsar till Òdena, La Pobla de Claramunt, Carme, Orpí, Santa Margarida de Montbui och Igualada. 
Terrängen i Vilanova del Camí är platt.